# Hartsville (Tennessee)
Hartsville település az Amerikai Egyesült Államok Tennessee államában, Trousdale megyében, melynek megyeszékhelye is. Lakosainak száma 11 615 fő (2020. április 1.).

## Népesség
A település népességének változása:

| 2010 | 7 870  |
| 2020 | 11 615 |